# ألعاب شعبية كويتية
ألعاب شعبية كويتية، هي أحد عناصر الموروث الشعبي في دولة الكويت. وتعتمد غالبيتها على النشاط البدني والذهني لدى الأطفال والشباب بما يتماشى مع الامكانات وغالبًا ما تكون من صنع أيديهم.

## طاق طاق طاقيه
هي أحد الألعاب المنتشرة في منطقة الخليج عمومًا. حيث تكون طريقتها أن يجتمع عدد 7-10 أشخاص ويشكلون دائرة، وخارج الدائرة يحمل واحدًا منهم طاقية «وهي غطاء يوضع على الرأس» ويدور حولهم مرددًا «طاق طاق طاقية» ويرددون وراءه «رن رن.. يا جرس»، ثم يضع الطاقية خلف ظهر أحدهم، وحين ينتهي يتحسس الأطفال خلفهم والذي يجد الطاقية خلفه، يلحق خلف من وضعها بشكل دائري حول الأطفال، ويستمرون في الركض حتى يتمكن الملحوق من الجلوس في مكان من يحمل الطاقية، ثم يكملون اللعبة من جديد.

## عماكور
لعبة يقوم اللاعبون باختيار أحدهم عن طريق القرعة ويعصبون عينيه بقطة قماش، ثم يداعبونه بلمسه أو بدفعه فيحاول الإمساك بهم ويحاولون الفرار منه. ويرددون الأطفال «عماكور طاح بالتنور». وفي حين استطاع الإمساك بأحدهم فسوف يأخذ مكانه ليكون محور اللعبة وتعصب عيناه ويؤدي الدور نفسه... وهكذا.

## الدامة
يلعبها شخصان يضعان الخشب الصغار بيضاوية الشكل الملون بلونين الأحمر والأسود أو الأصفر. ونصف مجموع الخشب له لون يميزه عن النصف الآخر. يضع اللاعبان الخشب الصغار البيضاوية على مربعات صغيرة مرسومة على قطعة من القماش مربعة الشكل طول كل ضلع فيها 60 سم تقريبًا، مقسمة طوليًا وعرضيًا إلى مربعات متساوية عددها 64 مربعًا.

## المقصي
لعبة شعبية كويتية قديمة. كان الأولاد يلعبونها وهي عبارة عن قطعتين من الخشب واحدة كبيرة وأُخرى صغيرة، ويضربون العصى الصغيرة مثل الكُرَة، حيث كانت شبيهة بلعبة البيسبول.

## الدرباحة
عبارة عن إطار معدني دائري كان يُستخرج من عجلة دراجة هوائية قديمة، يُدخلون فيها سلك ملتف أو مربوط، ليتمكنوا من دفع الإطار واستدارته. ويقوم الطفل بدفع العجلة ودحرجتها وهو يجري.
- سُميت اللعبة بذلك بسبب الفعل باللهجة العامية الكويتية «يتدربح»، بمعنى يتدحرج.

## الحجلة
تنتشر هذه اللعبة على عامة منطقة الخليج بمسميات أخرى؛ حيث تسمى في السعودية مثلًا بالخطة أو الخريطة. تسمى بالكويت بالحجلة أو «الحيلة»
وتتشارك في لعبها 2-6 من الفتيات. يقمن برسم مستطيل على أرض حوش المنزل أو مكان آخر يصلح للعبة بالطباشير أو الفحم أو حتى على الرمل ويقسّم بعد ذلك إلى مربعات أو ما يسمونها (بيوت). تقفز الفتاة على قدم واحدة ثم قدمين حسب المكان المخصص المرسوم في الأرض؛ بحيث يكون الفائز هو من تقع قدماه على المكان المخصص للقفز.

## الصبة
لعبة لشخصين، يقوم أحدهما برسم مربع على الأرض، ثم يُقسّم هذا المربع حسب طريقة أهل هذا الحي. فطريقة أهل منطقة قبلة فيقومون برسم خطوط مستقيمة ابتداءً من كل زاوية، ثم خطين متقاطعين. أما أهل منطقة شرق فيقومون برسم خطين متقاطعين داخل المربع، بينما يقوم أهل حي المرقاب برسم مربع وبداخله مربعًا آخر. ولا يلعب أهل حي بطريقة الأحياء الأخرى.